# ولیکو گردیشت
ولیکو گردیشت (به لاتین: Veliko Gradište}} یک سکونتگاه مسکونی در صربستان است که در ولیکو گردیشت واقع شده‌است.